# Orfelia amazonensis
Orfelia amazonensis är en tvåvingeart som beskrevs av Lane 1958. Orfelia amazonensis ingår i släktet Orfelia och familjen platthornsmyggor. Inga underarter finns listade i Catalogue of Life.